# B.C. Levski Spartak Sofia
Il B.C. Levski Spartak Sofia è una società di pallacanestro femminile di Sofia, capitale della Bulgaria.
Ha vinto una Coppa dei Campioni e due Coppe Ronchetti.

## Palmarès
- Coppa dei Campioni: 1

1983-1984
- Coppa Ronchetti: 2

1977-1978, 1978-1979
- Campionato bulgaro: 8

1980, 1983, 1984, 1985, 1986, 1987, 1988, 1994
- Coppa di Bulgaria: 13

1969; 1972; 1974; 1976; 1977; 1980; 1982; 1983; 1985; 1986; 1987; 1989; 1991